# Lorkovitschia rustica
Lorkovitschia rustica är en skalbaggsart som beskrevs av Wallace 1868. Lorkovitschia rustica ingår i släktet Lorkovitschia och familjen Cetoniidae. Inga underarter finns listade i Catalogue of Life.